# KNM-ER 732

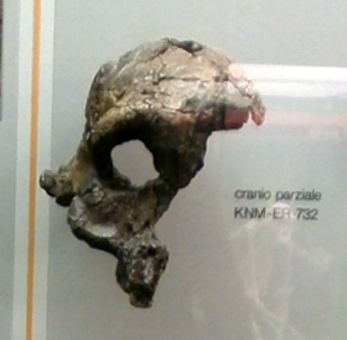
Copia del fossile KNM-ER 732 esposto al Museo civico di storia naturale di Milano

KNM-ER 732 è un fossile del cranio di un ominide della specie Australopithecus boisei, datato a circa 1.7 milioni di anni fa, scoperto nel sito archeologico del Koobi Fora in Kenya, nel 1970 da H. Mutua.

## Descrizione
Questo cranio ha una capacità cranica di 500 centimetri cubi, quasi identica ai 510 centimetri cubi del presunto maschio A. boisei KNM-ER 406. Tuttavia il cranio mostra tratti facciali meno robusti rispetto a KNM-ER 406; la faccia è complessivamente meno massiccia, ed è priva di cresta sagittale. Da queste differenze, gli scienziati desumono che il fossile sia quello di una femmina della specie Australopithecus boisei.